# Jānis Tiltiņš
Jānis Tiltiņš (Dikļu pagasts, 5 settembre 1909 – Cleveland, 25 marzo 1974) è stato un cestista lettone.

## Carriera
Con la maglia della Lettonia ha preso parte ai Giochi di Berlino 1936.